# Гурская, Владислава
Владислава Гурская (пол. Władysława Górska, 10 марта 1920 года — 23 апреля 2014 года) — польская шахматистка.
В 1950-е годы входила в число сильнейших шахматисток Польши.
Чемпионка Польши 1954 года. Бронзовый призер чемпионата Польши 1950 года. (чемпионкой стала К. Холуй). Также участвовала в чемпионате страны 1952 года (7-е место).
В 1970-е годы успешно выступала в заочных соревнованиях. В 1972—1977 годах принимала участие во 2-м чемпионате мира по переписке среди женщин (2½ из 11, 11—12 места; чемпионкой стала Л. Г. Яковлева).